# Gnetales
Gnetales je redgolosjemenjača čiji je jedini živi rod Gnetum koji čini porodicu Gnetaceae. Vrste ovog reda raširene su u tropskim područjima Južne Amerike, Afrike i jugoistočne Azije. Mnoge vrste su korisno drveće i mnoge su na popisu ugroženih vrsta.
Uz porodicu Gnetaceae, ovom redu pridodaje se i nekoliko fosilnih rodova.

## Fosilni rodovi
1. †Alaticolpites Regali et al. 1975[2]
2. †Elaterocolpites Jardiné and Magloire 1965[2]
3. †Elaterosporites Jardiné 1967[2]
4. †Equisetosporites Daugherty 1941[2]
5. †Steevesipollenites Stover 1964[2]